# درفش‌نوک نوک‌باریک
درفش‌نوک نوک‌باریک (نام علمی: Xenops tenuirostris) یک گونه از پرندگان خانوادهٔ مرغان تنورساز است که در بولیوی، برزیل، کلمبیا، اکوادور، گویان فرانسه، گویان، پرو، سورینام و ونزوئلا یافت می‌شود. زیستگاه‌های طبیعی آن جنگل‌های دشت نمناک نیمه‌گرمسیری یا گرمسیری و باتلاق‌های نیمه‌گرمسیری یا گرمسیری است.